# Eupithecia argillacearia
Eupithecia argillacearia là một loài bướm đêm trong họ Geometridae.